# غاري توييغ
غاري توييغ (بالإنجليزية: Gary Twigg)‏ (19 مارس 1984 بغلاسكو في المملكة المتحدة - ) هو لاعب كرة قدم بريطاني في مركز الهجوم. لعب مع أكسفورد يونايتد وبورتاداون وديربي كاونتي ونادي بريتشين سيتي ونادي شامروك روفرز وهاميلتون أكاديميكال وأردريونيانز ونادي بريستول روفيرز ونادي بيرتن ألبيون.

## وصلات خارجية
- غاري توييغ على موقع الاتحاد الأوربي (الإنجليزية)
- غاري توييغ على موقع قاعدة بيانات كرة القدم.إي يو (الإنجليزية)
- غاري توييغ على موقع Soccerbase.com (لاعب) (الإنجليزية)
- غاري توييغ على موقع Soccerway.com (الإنجليزية)
- غاري توييغ على موقع عالم كرة القدم.نت (الإنجليزية)